# Ramicourt
 Ramicourt  es una población y comuna francesa, en la región de Picardía, departamento de Aisne, en el distrito de Saint-Quentin y cantón de Bohain-en-Vermandois.

## Demografía
| 227 | 205 | 176 | 184 | 169 | 178 |
| Para los censos de 1962 a 1999 la población legal corresponde a la población sin duplicidades (Fuente: INSEE [Consultar]) |     |     |     |     |     |